# 阿里·达乌迪
阿里·达乌迪（波斯語：‎，1999年3月22日—），伊朗男子举重运动员，2019年亚洲举重锦标赛男子109公斤以上级金牌得主、2020年亚洲举重锦标赛男子109公斤以上级金牌得主、2020年夏季奥运会男子109公斤以上级银牌得主、2022年亚洲举重锦标赛男子109公斤以上级银牌得主。